# Schipbrug Arnhem
De schipbrug Arnhem was een pontonbrug in Arnhem over de Nederrijn. De schipbrug lag ten westen van de stad op de plek waar tegenwoordig de Nelson Mandelabrug ligt. Het zorgde voor de belangrijkste verbinding over de Rijn tot de bouw van Rijnbrug in 1935.
In 1603 werd een eerste schipbrug aangelegd. Dit maakte de stad beter bereikbaar voor de boeren uit de Betuwe en voor de kooplieden uit Nijmegen die voorheen met een veer de oversteek maakten. De schipbrug bestond uit een aantal kleine schepen met daarop een brugdek, waarover men van de ene naar de andere oever kon lopen of rijden. Als een schip op de rivier wilde passeren, werd er een deel van de brug tussenuit gevaren. Wie naar de overkant wilde, moest dan wachten; dit kon nog weleens lang duren. Als er veel ijs op de rivier dreef, werd de hele brug weggehaald en in de haven gelegd.

## Opheffing
Na de aanleg van de Rijnbrug werd de schipbrug op 19 april 1935 in delen weggevaren.
In maart 1941 werd opnieuw een schipbrug door de Duitse bezetter aangelegd. Direct na de bevrijding hebben vervolgens de Canadezen op deze plek een pontonbrug gemaakt die enkele maanden in gebruik is geweest. Het was een baileyvariant met de naam Campbell-bridge.
In 2013 is op de zuidelijke Rijnoever een sloep die werd gebruikt als ponton als herinnering geplaatst. Deze was in 2007 teruggevonden.

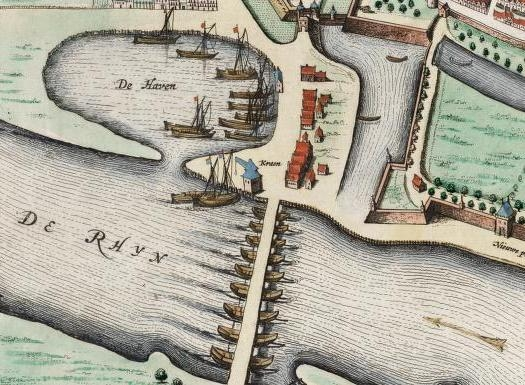
De schipbrug in 1650
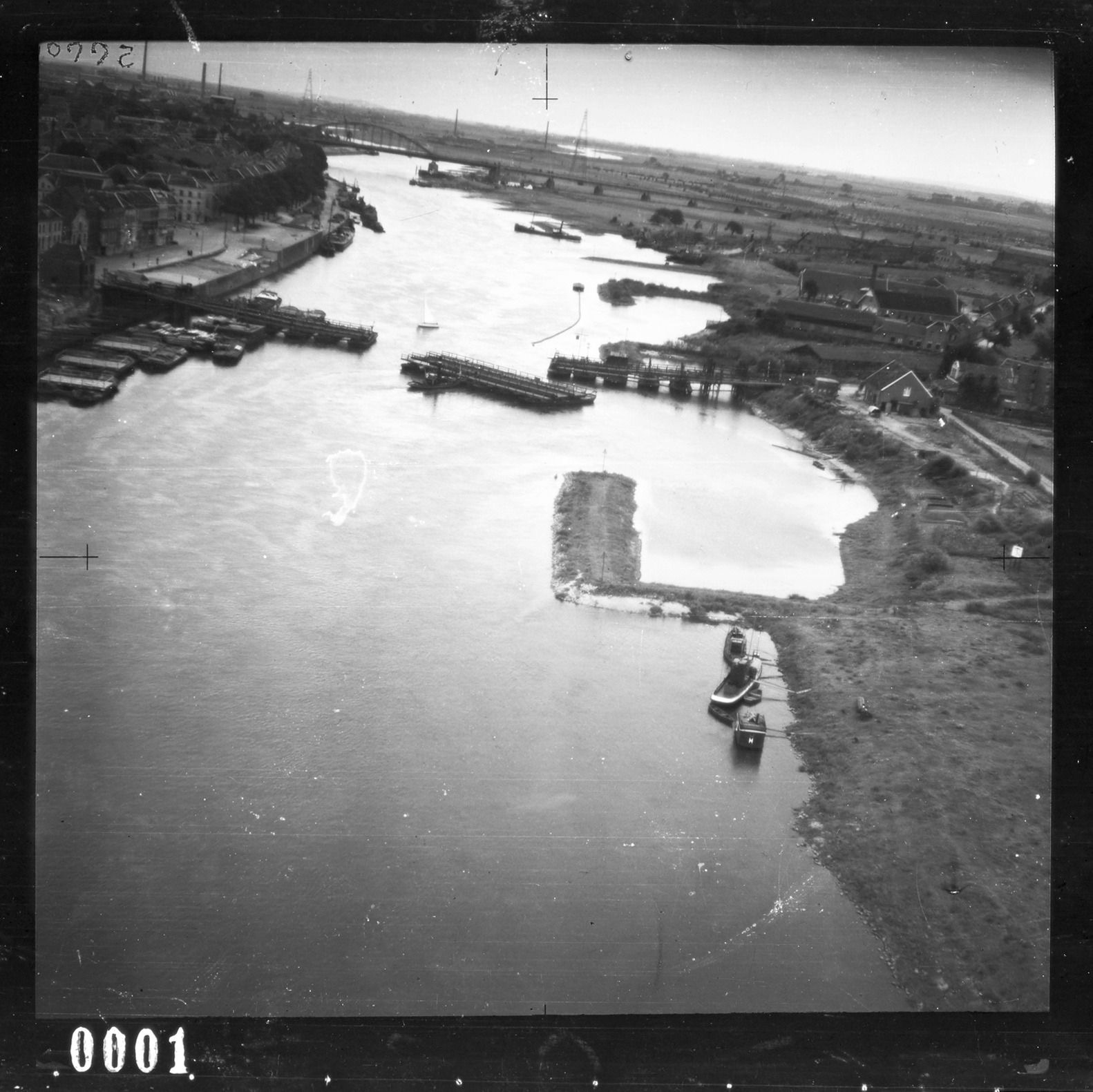
De Duitse schipbrug gefotografeerd op 6 september 1944
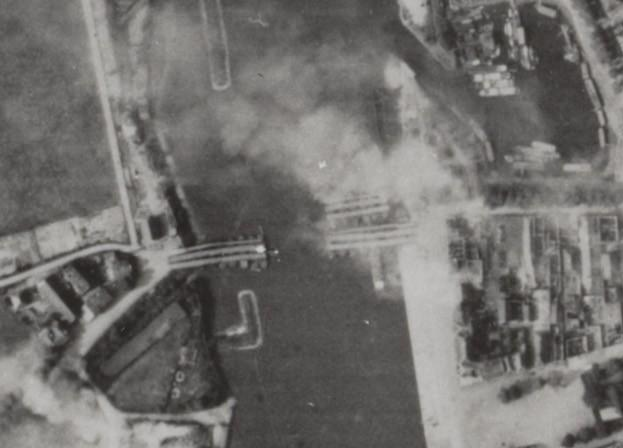
Luchtopname van de Duitse schipbrug in 1944 tijdens gevechten